# Mühle Prinzhorn

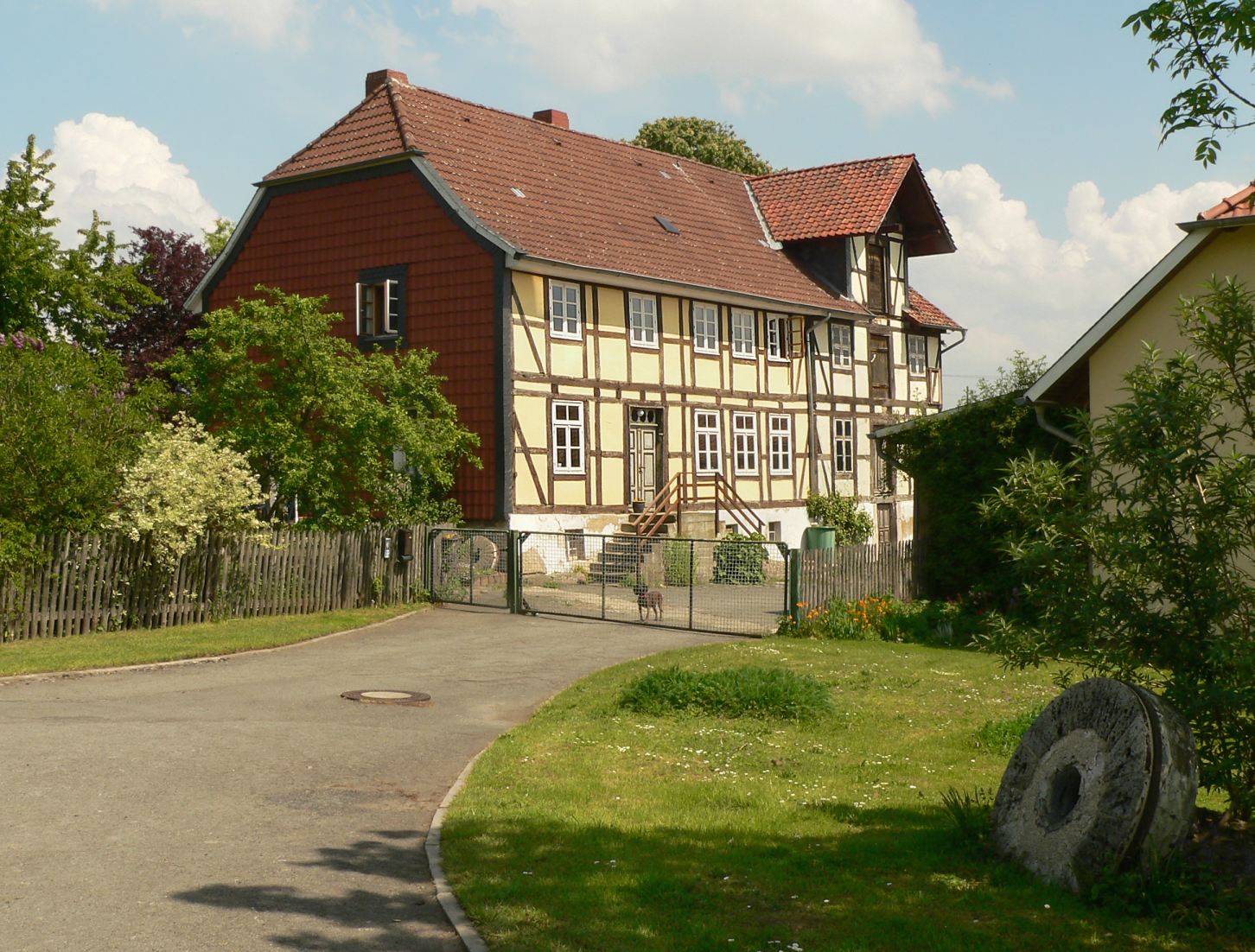
Mühle Prinzhorn

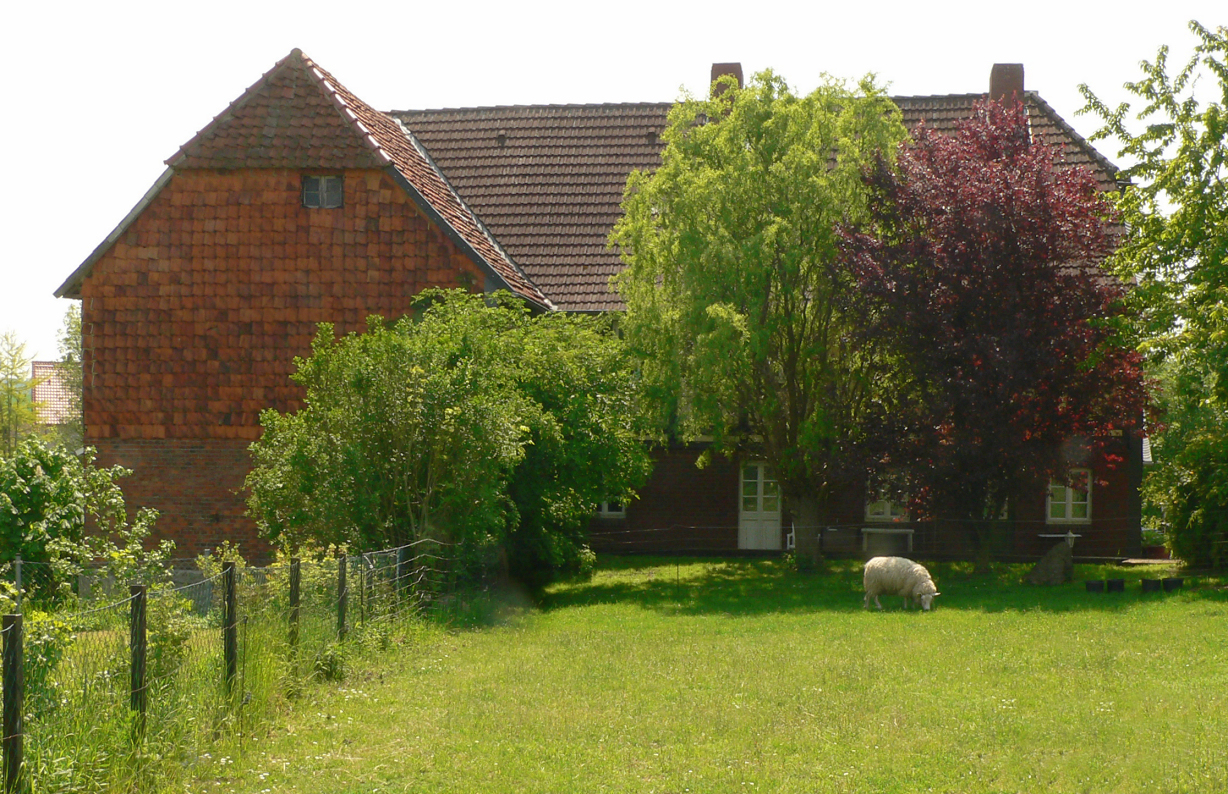
Gebäuderückseite am Mühlengraben

Die Mühle Prinzhorn, auch Untermühle und nach einem Besitzer auch Mühle Jensen genannt,  war eine oberschlächtige Wassermühle am Mühlengraben der Schunter in Räbke im Landkreis Helmstedt. Sie lag am Dorfrand unterhalb der Wassermühle Liesebach. Das frühere Mühlengebäude aus der Zeit um 1800 steht seit 1993 unter Denkmalschutz.

## Beschreibung
Die Mühle wurde am Mühlengraben errichtet, den Mönche des Helmstedter Klosters St. Ludgeri Anfang des 13. Jahrhunderts von der Schunter abzweigten und auf einer Höhenlinie durch das Dorf leiteten. Nach Recherchen des Heimatforschers Franz Löding, der von 1903 bis 1937 Lehrer in Räbke war, sei die Wassermühle 1228 von Mönchen erbaut worden. 

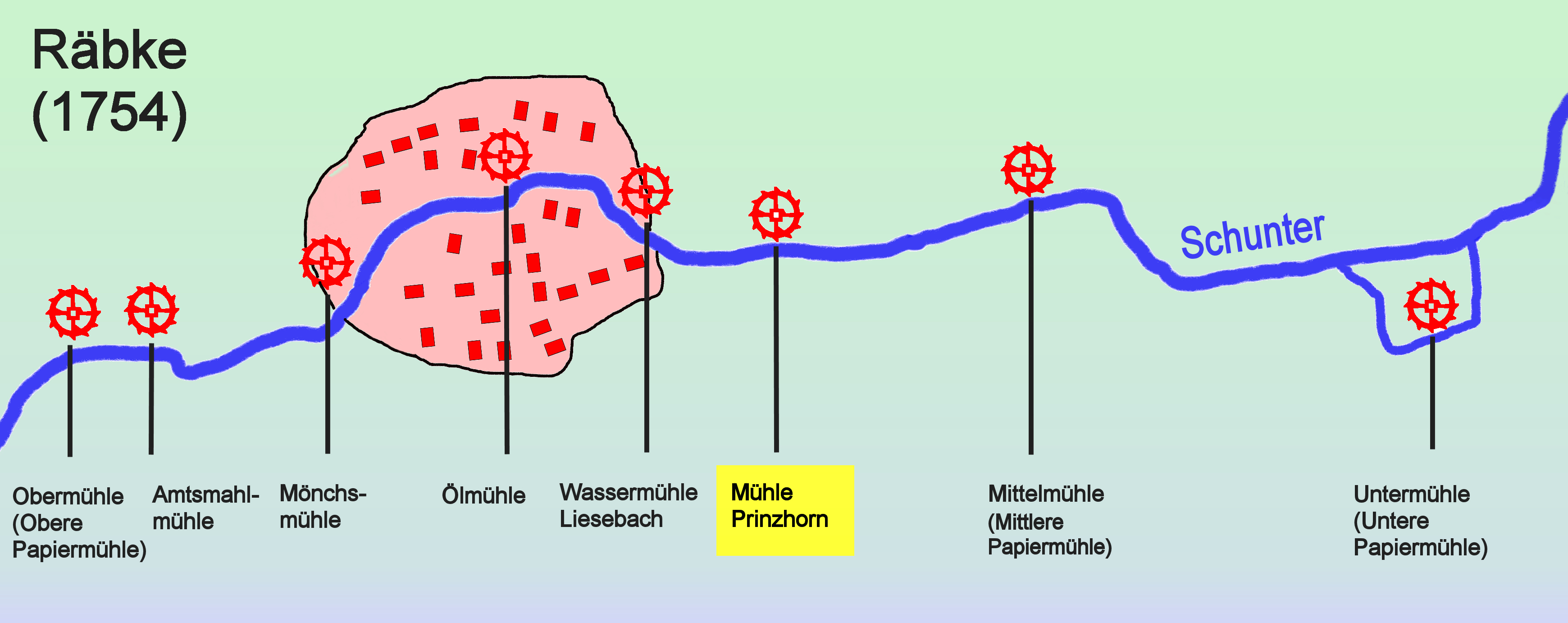
Lage der Mühle an der Schunter, 1754

Die Mühle ist auf einer im Rahmen der Braunschweigischen General-Landesvermessung von 1754 angefertigten Karte von Räbke und Umgebung eingezeichnet. Zu der Zeit lebten in den 84 Wohngebäuden des Dorfes fast 570 Menschen.
Die Mühle hatte ein Wasserrad von 5 Meter Durchmesser. Im 20. Jahrhundert wurde der Antrieb von Wasserkraft auf Motorbetrieb umgestellt. Der Mühlenname beruht auf dem Mühlenbesitzer Hermann Prinzhorn, der sie 1909 erwarb. Ihm folgte sein Sohn Ewald Prinzhorn. Nach einem Besitzerwechsel hieß sie Mühle Jensen.
Laut dem Räbker Mühlenkataster von 1939 war die Mühle zu dem Zeitpunkt als Mahlmühle in Betrieb und verarbeitete hauptsächlich Schrot, davon jährlich etwa 3600 Zentner sowie zusätzlich ca. 20 Tonnen Roggen und Weizen. Die Kundschaft der Mühle kam aus Räbke, Warberg und Lelm.